# 柏锡福
柏锡福，或贝施福（James Whitford Bashford;1849年5月29日—1919年3月18日）是一位美国美以美会会督，也是中国第一位美以美会会督。

## 生平
柏锡福于1849年5月29日出生在威斯康星州费耶特。1873年他获得威斯康星大学麦迪逊分校文学士学位，1876年毕业于波士顿大学神学院。1881年他获得波士顿大学哲学博士学位。1878年他与 Jane M. Field结婚。在于1889年被选为俄亥俄卫斯理大学第四任校长之前，他曾担任美以美会牧师，先后服务于波士顿、波特兰 和布法罗。1904年5月，柏锡福在洛杉磯被选为美以美会会督。
1904年，55岁的柏锡福申请前往中国传教。10月20日他抵达福州，任華南女子大學的第一任董事長，同年他前往上海，在那里成为美以美会第一位驻华会督。自1908年夏天起，柏锡福在北京任职。
柏锡福主张与其他教派联合办学。1916年，美以美会在北京崇文门内开设的汇文大学（英文名“Peking Universty”）和公理会在通州开设的华北协和大学合并，1919年，长老会加入，定校名为燕京大学。在海淀的燕京大学新校园内，主要的标志性建筑以他的名字命名为贝公楼或施德楼（Bashford Hall），今天为北京大学校长办公楼。